# 米兰电影节
米兰电影节（英語：Milan Film Festival） 是一个意大利电影节，每年11月在米兰举行。

## 历史
1996年在米兰创建，最早是为了评选意大利本地短片电影而成立的。1998年成为一个国际电影节之后，开始奖励其他类型的参与者。1999年开始播放故事片，并于次年开始设立最佳电影奖。